# Charritte-de-Haut
Pour les articles homonymes, voir Charritte.
Charritte-de-Haut est une ancienne commune française du département des Pyrénées-Atlantiques. En 1831, la commune fusionne avec Lacarry et Arhan pour former la nouvelle commune de Lacarry-Arhan-Charritte-de-Haut.

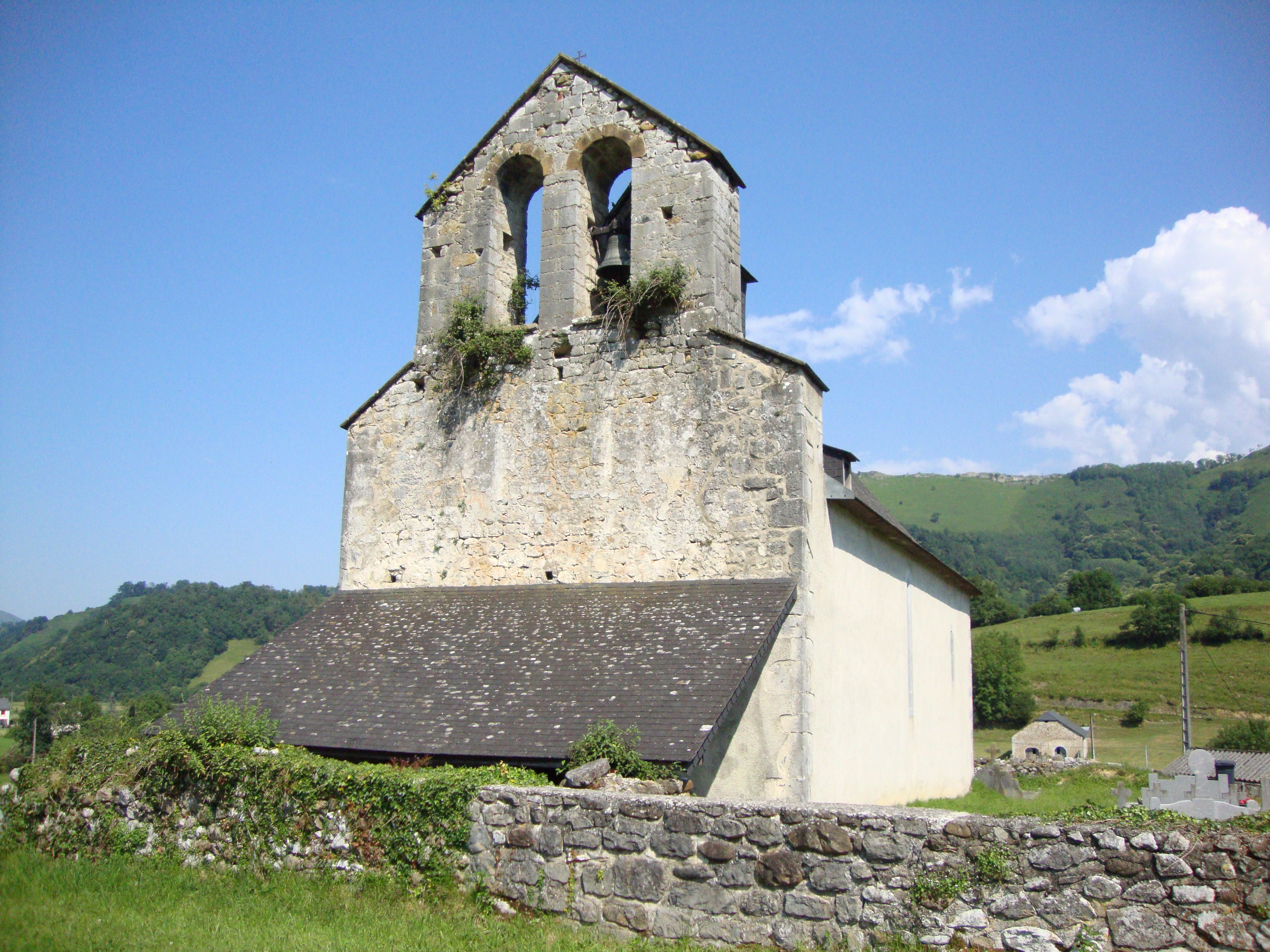
L'église de Charritte-le-Haut, son clocher-mur trinitaire

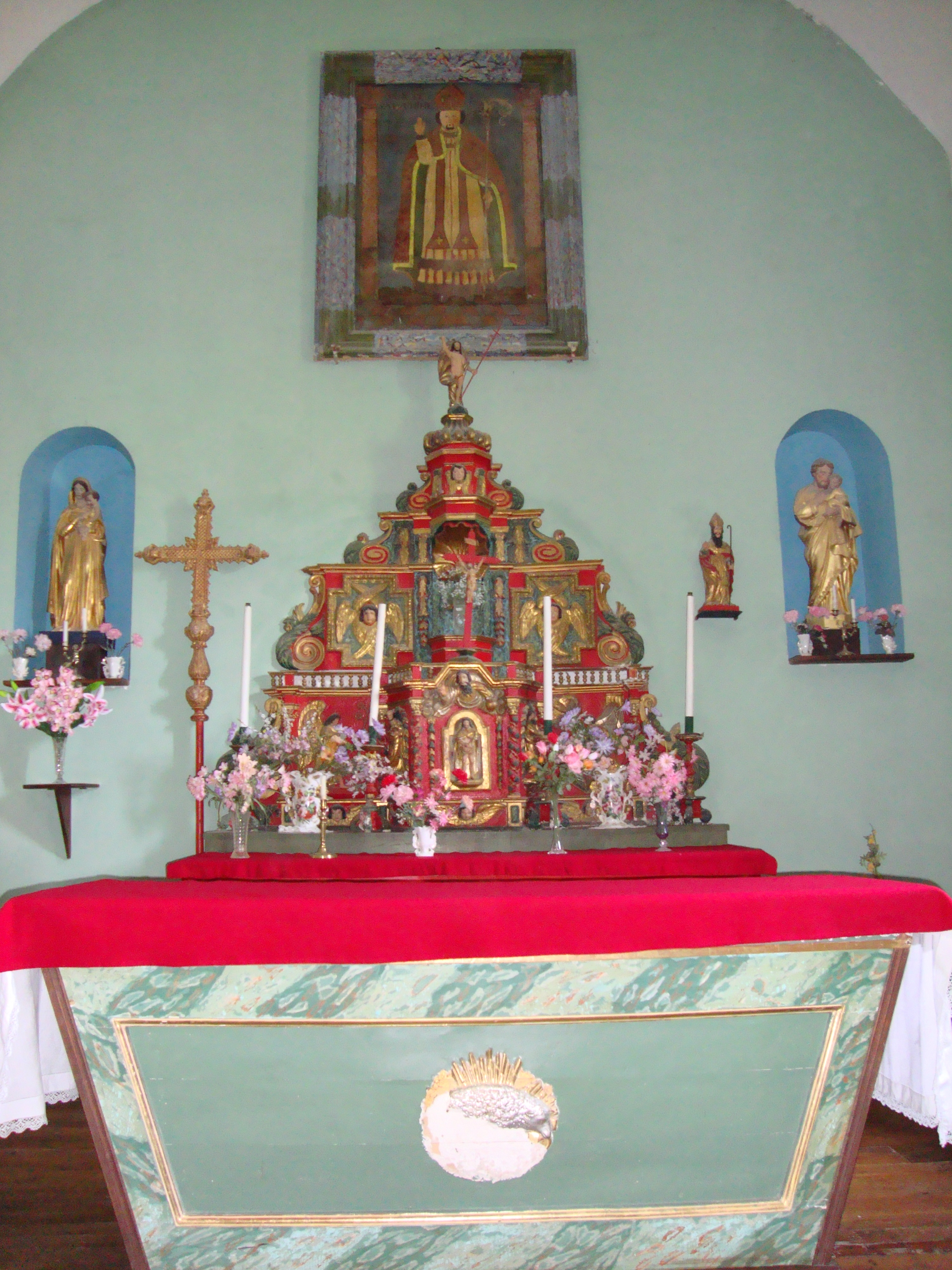
Chœur de l'église de Charritte-le-Haut

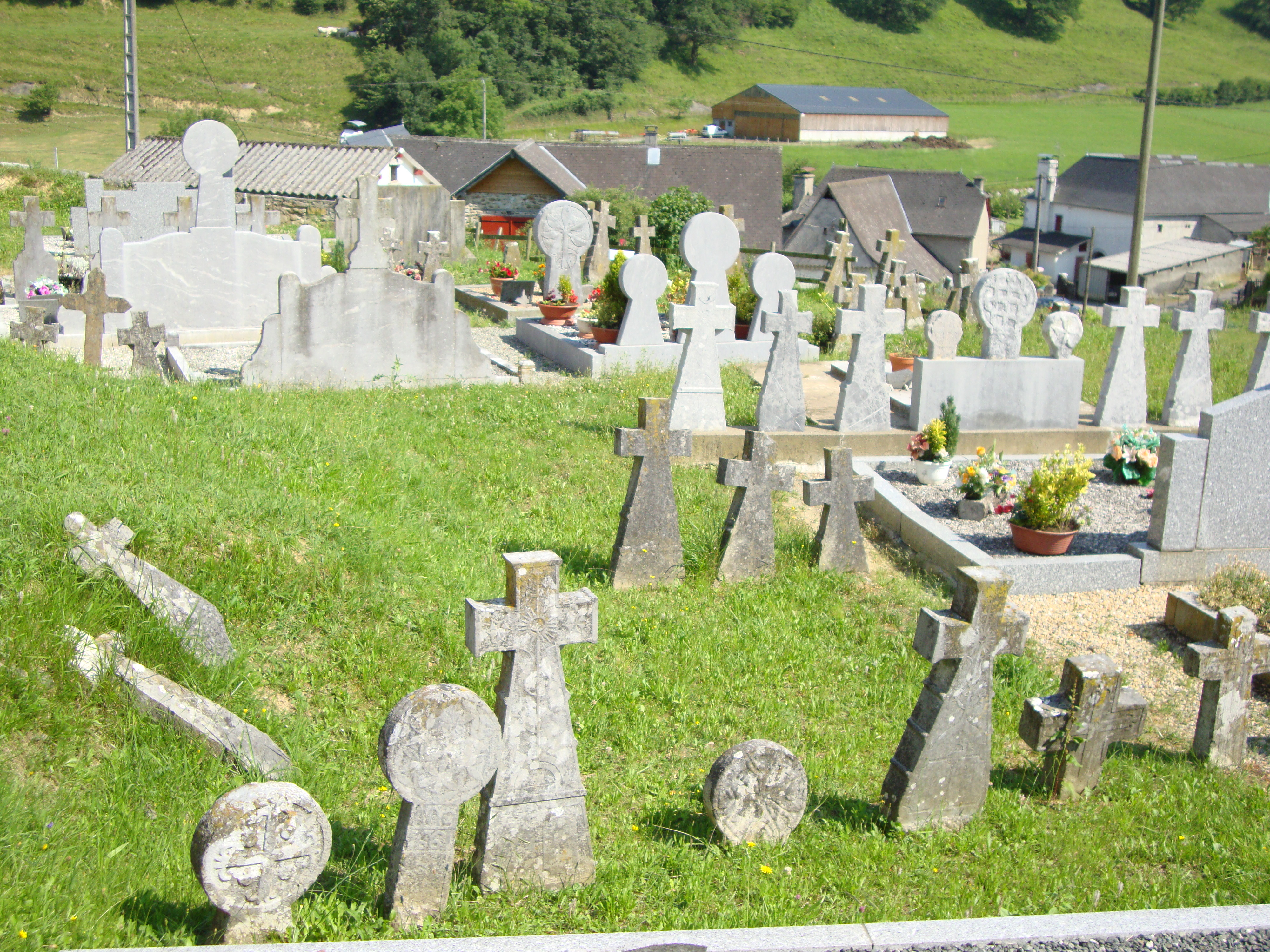
Cimetière de Charritte-le-Haut, stèles discoïdales

## Géographie
Le village fait partie de la Soule.

## Toponymie
Le toponyme Charritte-de-Haut apparaît sous les formes 
Sarrite, 
Xarrite dessus Ausset-Suson en 1471 (contrats d'Ohix) et 
Charrite (1801, Bulletin des Lois).
Son nom basque est Sarrikotagaine.

## Démographie
| 1793 | 1800 | 1806 | 1821 |
| ---- | ---- | ---- | ---- |
| 168  | 163  | 156  | 152  |

## Pour approfondir